# Empidonax oberholseri
Empidonax oberholseri là một loài chim trong họ Tyrannidae.